# Zamek Tharandt
Zamek Tharandt (niem. Burg Tharandt) – zamek znajdujący się w Tharandt koło Freital w powiecie Sächsische Schweiz-Osterzgebirge, obecnie w stanie ruiny. Jego historia sięga początku XIII wieku.
Pierwszym właścicielem zamku był Dytryk I Zgnębiony, margrabia Miśni. Budowla była wzorowana na tyrolskim zamku Tarantsberg. Po śmierci Dytryka zamek przejął landgraf Turyngii Ludwik IV. W 1224 podczas szturmu budowla spłonęła. Została odbudowana przez Henryka III Dostojnego, syna Dytryka. W 1316 panami zamku byli margrabia brandenburski Waldemar Wielki i  Jan von Brandenburg. Między 1371 a 1400 rokiem należał do hrabiego Schönburga. Wtedy wzmocniono fortyfikacje. W 1410 Tharandt przyznano landgrafowi Fryderykowi młodszemu.
Pod koniec XV wieku na zamku mieszkała Sydonia, córka Jerzego z Podiebradów. Po jej śmierci w 1510 roku pozostał niezamieszkany. W 1572 roku zdemontowano dach i wykorzystano go do naprawy zamku w Annaburgu. W 1582 po uzyskanym od Augusta Wettyna pozwoleniu kontynuowano rozbiórkę budowli. Między 1626-31 na dawnym podzamczu powstał stojący do dziś kościół.
W 1800 roku ruiny obsadzono drzewami i kwiatami, nadając im romantyczny wygląd. Między 1790 a 1850 stanowiły ulubiony obiekt dla malarzy i rysowników, wśród których byli Ludwig Richter, Caspar David Friedrich, Adrian Zingg i Carl Blechen.
Obok zachowanych ruin między 1858 a 1861 Ariel Graf von der Recke-Volmerstein zbudował nowy zamek (Schloss Tharandt). W 1866 posiadłość odkupił od niego Michał Hieronim Leszczyc-Sumiński i przebudował ją w stylu orientalno-mauretańskim. Po śmierci Sumińskiego w 1898 zamek odziedziczył jego pasierb, baron von Recum. Jednym z późniejszych właścicieli był alchemik Franz Tausend. Od pożaru w 1936 do 2002 ruiny zamku pozostały niemal niezmienione. Od 2002 zamek znajduje się w rękach prywatnych i jest powoli odrestaurowywany.